# Favaro Veneto
Favaro Veneto ist ein auf dem Festland gelegener Stadtteil der Stadt Venedig (ehemals Quartiere 10) und bildet die gleichnamige Municipalità Favaro Veneto. Der Ort mit 10.358 Einwohnern (Stand: 31. Dezember 2024) liegt an der Straße, die vom Flughafen Marco Polo zum Zentrum von Mestre führt. Zur Municipalità mit ihren rund 23.000 Einwohnern gehören auch die Stadtteile Ca’ Noghera, Ca’ Solaro, Campalto, Dese und Tessera.

## Name
Den heutigen Namen trägt Favaro seit 1873. Der Ortsname deutet auf eine Schmiede (favaro ist die venezianische Form von fabbro, der Schmied) hin. Ob dies auf die römischen Stationen (mansiones) an den Fernstraßen zurückgeht oder auf eine oder mehrere Schmieden, ist unklar. Im benachbarten Altinum gab es jedenfalls ein Collegium Fabrum.

## Geschichte

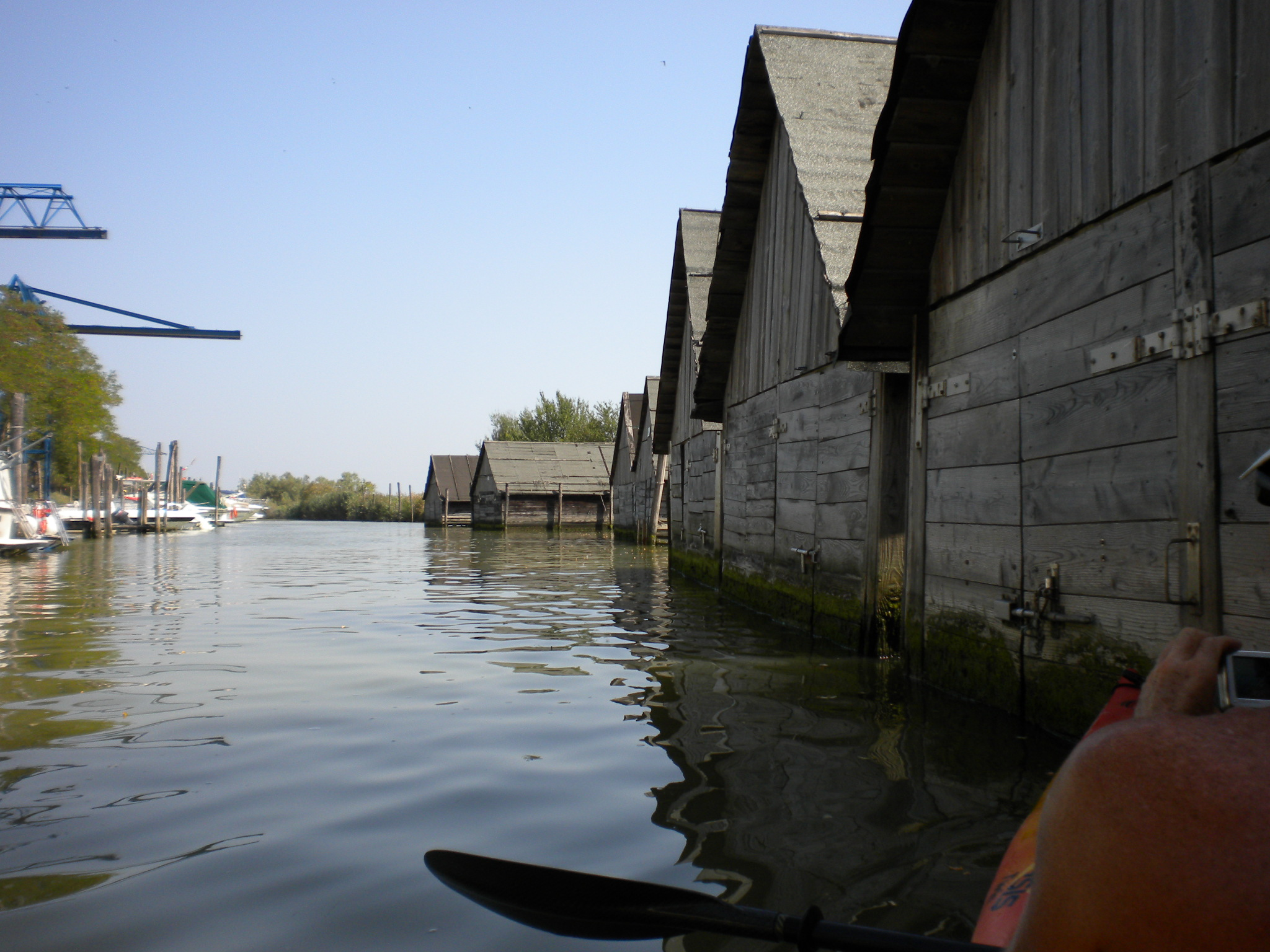
Bootshütten am Canale Osellino

Der Ort reicht bis weit ins Mittelalter zurück. Das Gebiet war, da es nahe an der Lagune von Venedig lag, von Sümpfen und Feuchtgebieten durchzogen. Erst die Meliorationen, die im 14. und 15. Jahrhundert einsetzten und im 20. Jahrhundert endeten, legten das Land trocken. Die Teilung des Marzenego sollte vor Überschwemmungen schützen und weiteres Land gewinnen. Von den zahlreichen Wasserwegen ist heute nur noch die Bazzera sichtbar. Die gewonnenen Ländereien gehörten überwiegend dem venezianischen Stadtadel und wurden in Form der Mezzadria verpachtet.
Der Ortskern begann seine Entwicklung am Schnittpunkt der Hauptwege zwischen der heutigen Via San Donà, der Via Triestina, die früher Spigariola hieß, der Via Gobbi und der Via Altinia (früher Desariola).
Nach 1300 kam ein Teil des Gebiets, das zur Villa della Comunità di S. Andrea di Favaro gehörte, zusammen mit der Kirche und dem Torre di Dese und dem von Texaria (Tessera) an Kongregationen des Franziskanerordens. Die Franziskaner legten als erste Sümpfe trocken, von denen man die Gefahren verschiedener Seuchen fürchtete, vor allem der Malaria. Um 1600 entstanden dort kleine Unterkünfte, die nur vom Frühjahr bis zum Ende des Herbstes bewohnt waren. Die Bewohner legten Gärten an, zogen Heilkräuter und verkauften sie. Dazu kamen Weinbau, man züchtete Hühner, Tauben und Schweine. Vieles gelangte auf die Märkte Venedigs, aber auch in die dortigen Klöster. Das franziskanische „Pax et bonum“ findet sich noch heute an zahlreichen Gebäuden des Ortes.
Im 18. Jahrhundert wurde der Ort von der reichen venezianischen Familie Fornoni dominiert. Der Name verweist auf forno, der Ofen, und lässt sich möglicherweise bis ins 12. Jahrhundert zurückverfolgen.
Von 1819 bis 1866 war Favaro Deputazione comunale unter österreichischer Herrschaft, von 1866 bis 1926 Comune (Stadt) im Rahmen des Königreichs Italien. Von hier aus wurden in dieser Zeit die Orte Campalto, Tessera, Dese und Ca’ Noghera regiert. Antonio Fornoni (1825–1897) war Senator und Bürgermeister von Venedig zwischen 1872 und 1875. 
1873 wurde der Palazzo municipale, das Rathaus, gebaut, am 14. Dezember 1873 erhielt Favaro den Namen Favaro Veneto. 1930 wurde das Rathaus deutlich vergrößert. Es ähnelt Villen des Veneto. Später wurde es Sitz des Consiglio di Quartiere, des Quartiersrats.

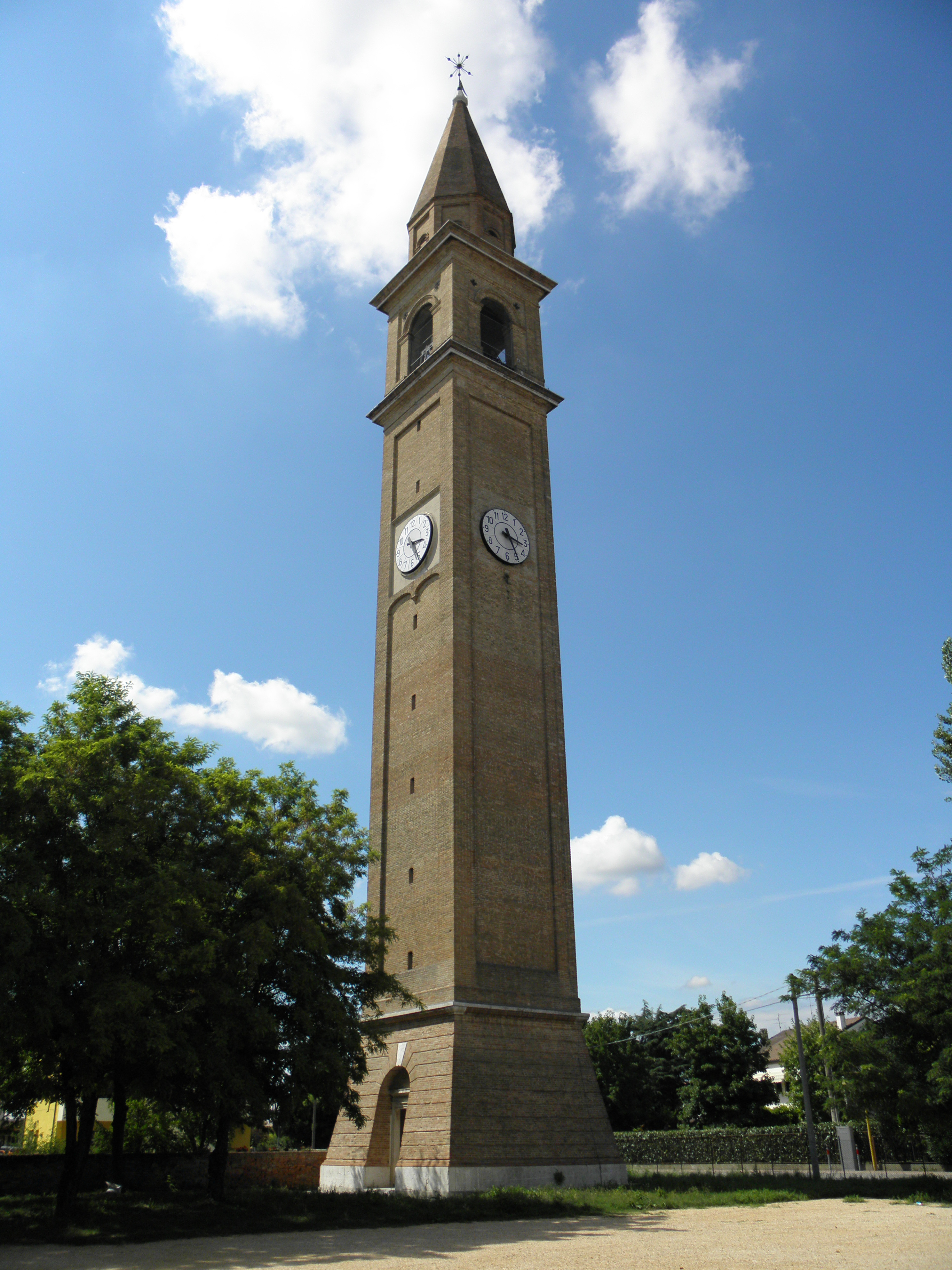
Glockenturm (Campanile) von Sant’Andrea Apostolo, die Kirche wurde 1920 geweiht

Um 1900 war Giulio Fornoni Bürgermeister von Favaro Veneto. Zu Beginn des Ersten Weltkriegs ging ein erheblicher Teil des Besitzes der Fornoni an die Familie Scaramuzza. Der Hauptsitz wurde bis 1918 vom Militär besetzt. 1926 wurde Favaro Veneto im Zuge des faschistischen Projektes zur Ausweitung Venedigs zu einem „Groß-Venedig“ nach Venedig eingemeindet.
Die Familie Fornoni starb um 1960 aus und ihr Besitz ging an die venezianische Bruderschaft Fatebenefratelli. Diese wiederum wurde von der Azienda Sanitaria di Venezia abgelöst, der die Immobilien heute gehören. Ab 2003 wurden die Gebäude saniert. Sie dienen heute dem Agrotourismus. Dort befindet sich ein Museum der Civiltà Contadina, der ländlichen Kultur, unter Leitung der Associazione Culturale Terra Antica. Die 1992 in Mestre gegründete Organisation hat ihren Sitz in der Via Monte Boè 3/a in Favaro Veneto. Ihr Präsident ist Gabriele Scaramuzza.